# Aermacchi SF-260
Die Alenia Aermacchi SF-260 (bis Januar 1997: SIAI-Marchetti SF.260) ist ein italienisches einmotoriges Leichtflugzeug, das als Kunstflugmaschine und militärisches Trainingsflugzeug verwendet wird. Es wurde von Stelio Frati ursprünglich für Aviamilano entworfen.

## Geschichte
In den frühen 1960er Jahren begann der italienische Flugzeugkonstrukteur Stelio Frati mit der Arbeit an einem neuen dreisitzigen Entwurf für ein kunstflugtaugliches Sport- und Reiseflugzeug. Zusätzlich sollte es neben Kunstflugfähigkeiten auch Flugeigenschaften besitzen, die den damaligen Kampfflugzeugen ähnelten, um als Trainer für Militärpiloten eingesetzt werden zu können. Das Konzept stützte sich stark auf Fratis frühere Projekte, darunter den strahlgetriebenen Caproni Trento F-5-Trainerprototyp und das zweisitzige Kunstflugzeug Aviamilano Falco. Mit letzterem teilt sich die S.260 das Flügelprofil und Teile des Strukturdesigns. Das geplante Flugzeug, das ursprünglich aufgrund der Leistung seines Triebwerks als F.250 bezeichnet wurde, war Fratis erstes Ganzmetallflugzeug.
Der Erstflug erfolgte durch Aviamilano am 15. Juli 1964. Im Anschluss kaufte SIAI-Marchetti die Konstruktionsunterlagen und startete die Serienproduktion unter eigener Firmierung. Schon bald nach Produktionsbeginn erfreute sich die SF.260 bei Militärkunden großer Nachfrage, da sie flexibel sowohl als Militärtrainer, oder, mit Außenlastanschlüssen, als leichtes Bodenangriffsflugzeug verwendet werden konnte. Dies führte dazu, dass zwischen 1964 und 1984 die Mehrzahl der Kunden die Luftwaffen verschiedener Länder waren und wegen der diesbezüglichen Auslastung der Produktion nur wenige Privatpiloten die Gelegenheit hatten, das Flugzeug zu erwerben. 1997 wurde SIAI-Marchetti durch Aermacchi und 2017 durch Leonardo übernommen, welche die Produktion weiterführten. In den USA wurde das Flugzeug unter dem Namen Waco Meteor vertrieben, hatte aber nichts mit der Firma Waco zu tun.
Die SF-260 wird bis heute als Militärtrainer, als Basis-Trainer für den Instrumentenflug sowie für die Kunstflugschulung eingesetzt. In den USA ist sie zudem ein beliebter Air-Combat-Fighter.

## Konstruktion

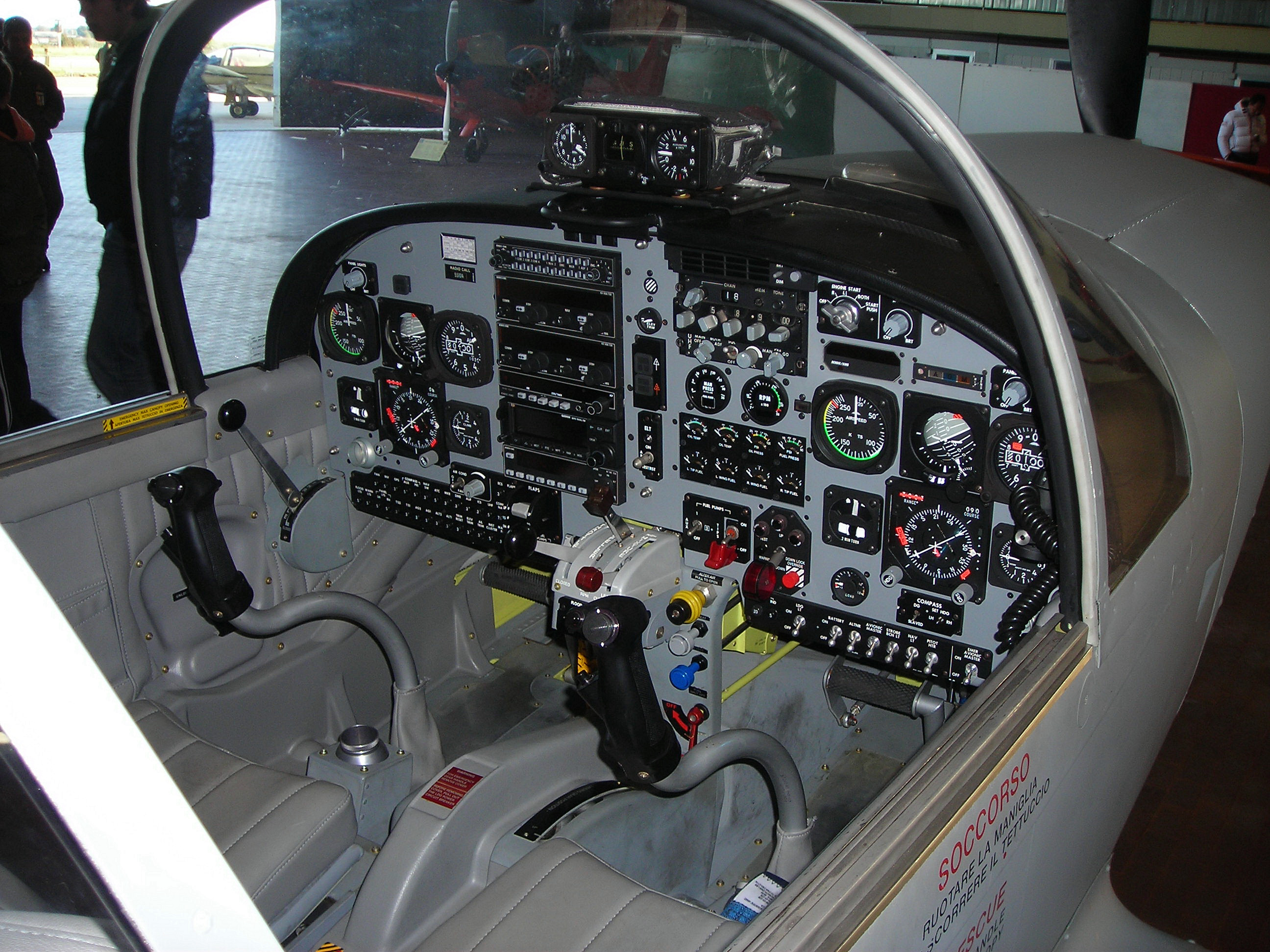
Cockpit einer SF.260

Die SF.260 wurde als freitragender Tiefdecker mit einziehbarem Bugradfahrwerk entwickelt. Das Flugzeug gilt wegen der sportlich schlanken und harmonischen Linien als ästhetisch sehr gelungen, dennoch ist es von seinen Eigenschaften her funktionell und weist ein Jet-ähnliches Handling auf. Die Konstruktion wurde im Hinblick auf die militärischen Nutzung als robust und qualitativ hochwertig ausgelegt. An den Außenflächen wurden zur Reduktion des Luftwiderstandes zumeist Senknieten verwendet. Die SF.260 verfügt über eine kompakte Struktur, auch die Schwerpunkt- und Gewichtsverteilung ist ähnlich wie die eines Jets. Die Maschine ist uneingeschränkt kunstflugtauglich und bis zu einem Lastvielfachen von 6g bzw. −4g zugelassen. Im Vergleich zu üblichen einmotorigen Flugzeugen mit Kolbenmotor verfügt die SF.260 über ein überdurchschnittliches Leistungsgewicht. Wegen der geringen Flügelfläche ist die Flächenbelastung vergleichsweise hoch.
Die ursprünglichen Varianten der SF.260 wurden durch einen Lycoming O-540 mit 260 PS angetrieben. Die Standardmodelle verfügen über einen herkömmlichen Vergaser, während spätere Modelle mit einem Einspritzer ausgestattet sind. Die Motorisierung ermöglicht der SF.260 ausgezeichnete Flugleistungen mit hoher Steigrate und Endgeschwindigkeit, gilt aber trotz des starken Motors und des großen Propellerdurchmessers als relativ unempfindlich gegen gyroskopische Effekte. In einem 1986 erschienenen Artikel im Flying-Magazin wurde die SF.260 als „schnellstes in Produktion befindliche einmotoriges Kolbenmotorfugzeug auf dem Markt“ beschrieben.
Die SF-260 hält (Stand: März 2020) nach wie vor die Geschwindigkeitsrekorde über 100 Kilometer und über einen 1000-Kilometer-Rundkurs in ihrer Klasse.
Die SF.260 bietet Platz für einen Piloten und bis zu zwei Passagiere (oder einen Piloten und einen Schüler in den Trainerversionen), denen das großzügig verglaste Cockpit gute Sichtverhältnisse bietet. Der Pilot sitzt, anders als bei den meisten Flugzeugen, im Regelfall auf der rechten Cockpitseite, da Militärpiloten dazu ausgebildet werden, mit der rechten Hand den Steuerknüppel und mit der linken Hand den im Jet links befindlichen Quadranten für die Motorsteuerung zu bedienen.
Als voll kunstflugtaugliches Flugzeug verfügt die SF.260 über eine präzise und schnell ansprechende Steuerung um alle drei Achsen. Das Handling gilt als angenehm und ausgewogen, insbesondere wird das Verhalten beim Strömungsabriss als gutmütig beschrieben. Letzteres wird durch kleine an der Innenseite der Tiptanks angebrachte Leitflügel erzielt, die den Luftstrom über den Tragflügelenden beschleunigen und so umleiten, dass auch beim Strömungsabriss die Steuerbarkeit über die Querruder gewährleistet ist. Eine relativ geringe Maximalgeschwindigkeit für die Bedienung des Fahrwerks gilt als einziger größerer Kritikpunkt des Musters. Die SF.260 verfügt über Platz für bis zu drei Personen und hat vollgetankt eine Flugdauer von bis zu vier Stunden. Zur sicheren Durchführung von Kunstflug darf die SF.260 maximal mit zwei Personen besetzt sein, ebenso dürfen dann die Tiptanks nur geringe Mengen an AvGas enthalten, was die Flugdauer bei Kunstflug auf 1,5 Stunden limitiert.

## Varianten

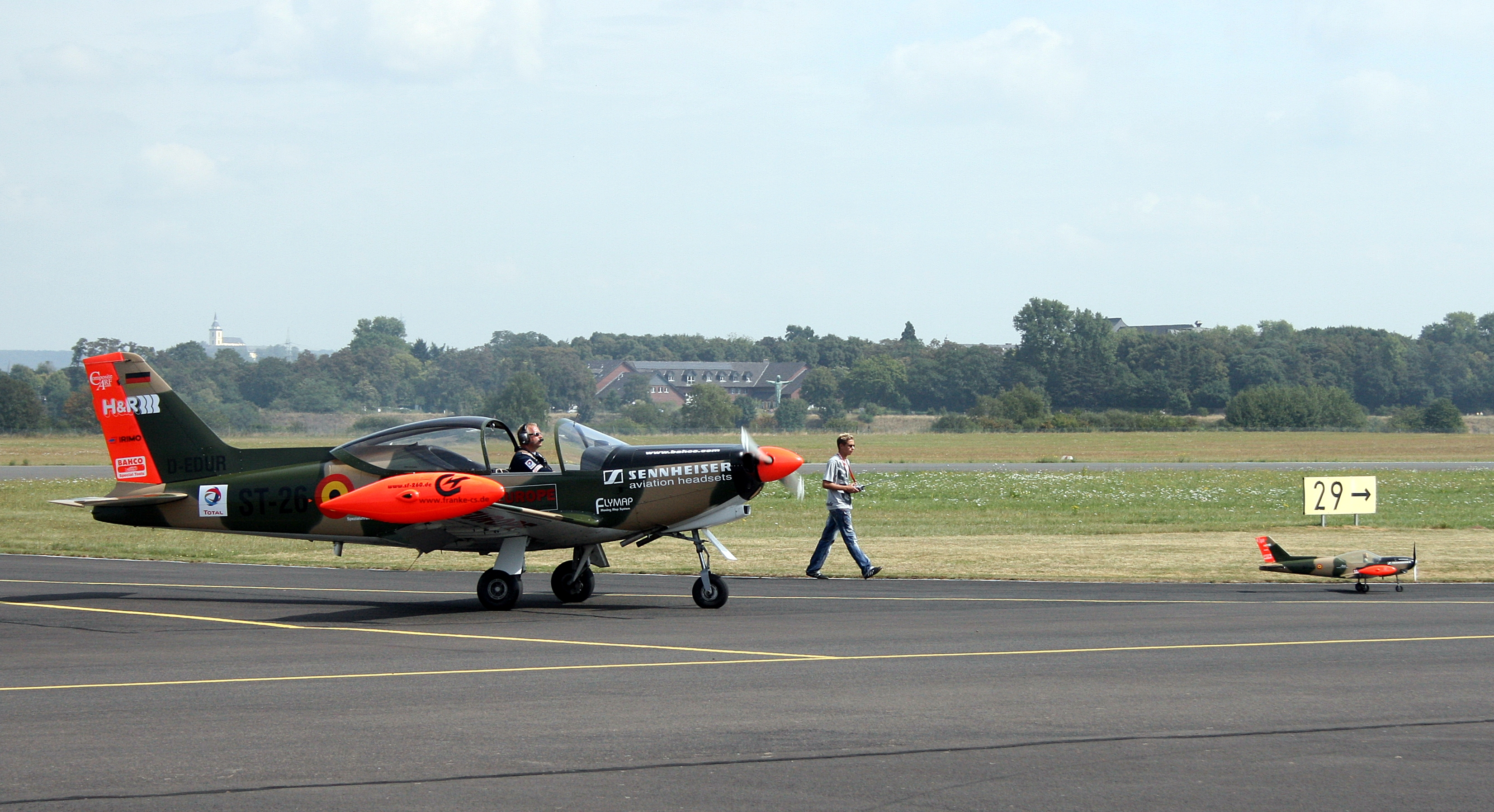
SIAI Marchetti SF.260A im Original (Baujahr 1967) und als Flugmodell

Das erste Modell, die SF.260A ging 1967 in Produktion und wurde bald durch die SF.260B mit lediglich geringfügigen Änderungen ersetzt. Die militärische Variante SF.260W Warrior hatte ihren Erstflug im Mai 1972.
1977 löste eine verbesserte Variante, bezeichnet als SF.260C, die vorhergehenden Produktionsvarianten ab. Dieses Modell verfügt über zahlreiche Verbesserungen, darunter neu gestaltete Tabs an den Querrudern, einen verstärkten Flügel, ein neues Tragflächenprofil für ein verbessertes Handling bei niedrigen Geschwindigkeiten sowie vergrößerte Seiten- und Höhenruder. Die SF.260C wurde insbesondere entwickelt, um durch eine stabilere Konstruktionsausführung die militärischen Anforderungen und Spezifikationen besser erfüllen zu können. Der nunmehr einzige strukturelle Unterschied zwischen der zivilen SF.260C und ihrer bewaffneten Variante, der SF.260W Warrior, ist die Montage von Außenlaststationen zum Anbringen von Zusatzausrüstung bzw. Bewaffnung.
1980 erfolgte der Erstflug der SF.260TP Turboprop, die von einer Allison 250-B17D mit einer Leistung von 350 PS angetrieben wird. Diese Variante wurde speziell für den Markt für militärische Trainer entwickelt. Im August 1986 wurde die SF.260TP nach den FAR-Part-23-Anforderungen der Federal Aviation Administration (FAA) zugelassen und kann somit auch von zivilen Piloten erworben und genutzt werden.
1985 erschien die SF.260D, die serienmäßig mit Einspritzmotor und statt des manuellen mit einem automatisierten Tanksystem ausgestattet wurde.
Im Jahr 2005 wurde der italienischen Luftwaffe eine Charge von 30 SF.260EA im Auftragswert von 33 Mio. EUR geliefert. Das Modell SF.260EA wurde entwickelt, um die Anforderungen der italienischen Luftwaffe an moderne Flugzeuge mit Kolbenmotor zu erfüllen, und wird seitdem für die Pilotenauswahl und die anschließende Basisschulung der Militärpiloten verwendet.

### Aviamilano
- F.250 – erster Prototyp 187 kW (250 PS) Lycoming O-540-AID
- F.260 – zweiter Prototyp 194 kW (260 PS) Lycoming O-540-E4A5

### SIAI Marchetti
- SF.260: Produktionsversion der F.260
- SF.260M: militärische Version mit verbesserter Aerodynamik
- SF.260W Warrior: militärische Version mit Bewaffnung
- SF-260B: Zivilversion der SF-260M (1974)
- SF-260C: Zivilversion der SF-260B (1977)
- SF-260TP: Turboprop-Version der SF-260C mit Allison 250-B17D (1980)
- SF-260D: SF-260C mit Verbesserungen (1985)
- SF-260E: erweiterte SF-260D für USAF-Ausschreibung und andere Luftwaffen
- SF-260F: SF-260E mit Kraftstoffdirekteinspritzung

### Alenia Aermacchi
- SF-260EA: aktuelle Version mit Lycoming AEIO-540
- SF-260TD: aktuelle Version mit Rolls-Royce Model 250 Turboprop (350 PS)

## Nutzer

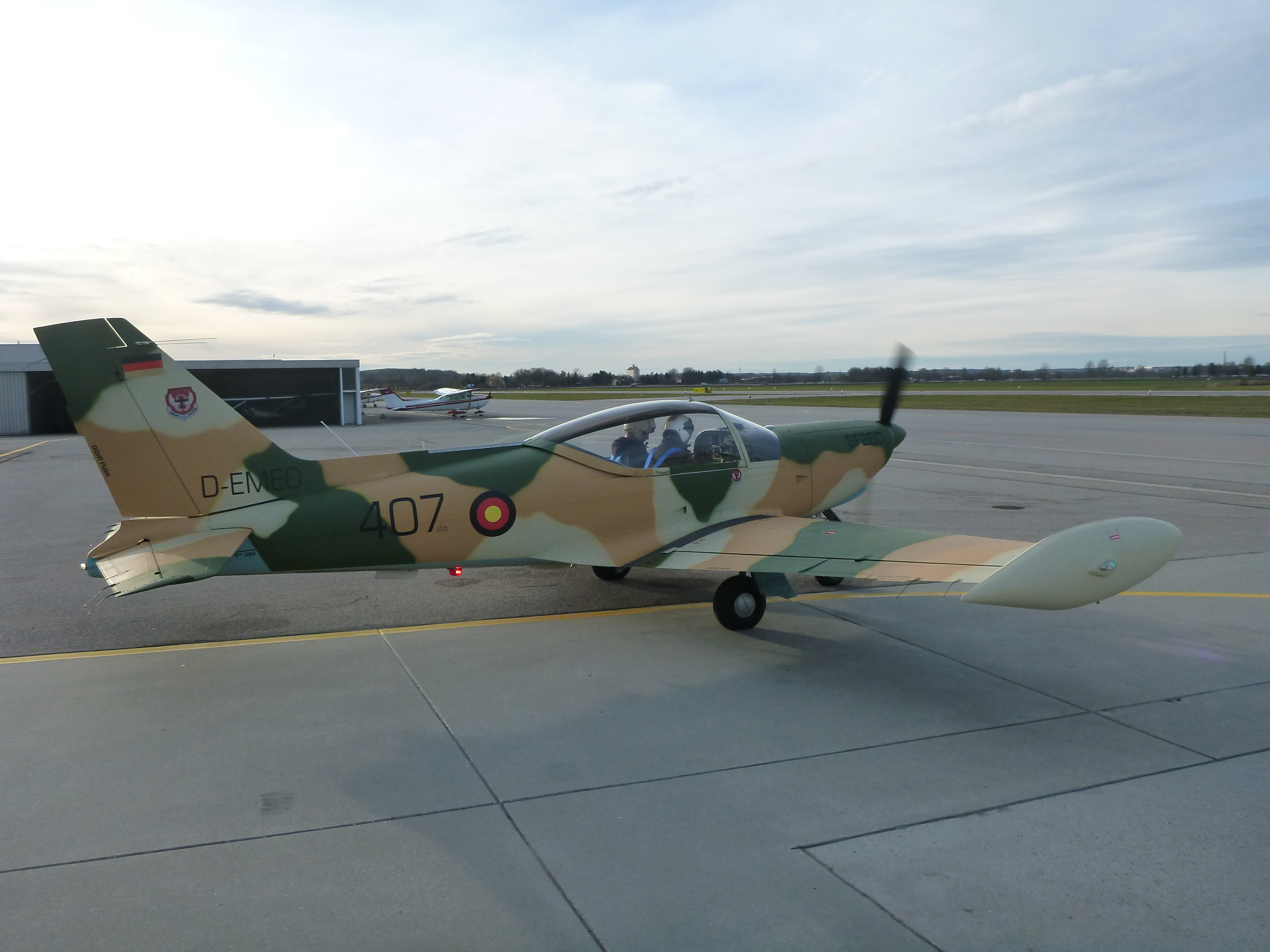
Ehemals zur libyschen Luftwaffe gehörende SF-260WL. Nach erfolgter Demilitarisierung wird dieses Flugzeug heute in Deutschland privat betrieben

### Zivilversion
Mehr als 870 SF-260 wurden produziert, davon etwa 180 zivile Versionen. Die meisten zivilen Flugzeuge haben Privatbesitzer, einige dienen bei der belgischen Luftgesellschaft Sabena als Trainingsflugzeuge. Ebenso wurden in jüngerer Zeit einige SF.260W aus Militärbeständen demilitarisiert und zivil zugelassen.

### Militärische Nutzer

#### Burkina Faso
Die Escadrille de Chasse (EdC – Fighting Squadron) in der Force Aérienne de Burkina Faso (FABF – Burkina Faso Air Force) betreibt SF.260 mit den Kennzeichen BF-8421 (s/n 049), BF-8424 (s/n 254), BF-8431 (s/n 116), BF-8451 (s/n 206), BF-8477 (s/n 134) und BF-8479 (s/n 136); diese Warrior-Varianten wurden 1986 über die Philippinen via Belgien bezogen, und wurden durch vier weitere Neuflugzeuge, die direkt aus Italien geliefert wurden, ergänzt. Bereits im gleichen Jahr kamen diese Flugzeuge im Krieg um den Agacher Streifen gegen Mali zum Einsatz.

#### Libyen
Libyen ist einer der größten Betreiber der SF.260 mit insgesamt ca. 240 Einheiten, deren Endmontage teilweise in einer Fabrik nahe Tripolis durchgeführt wurde. Wie viele SF.260WL insgesamt in Libyen im Einsatz sind, ist nicht genau gesichert. Die Auslieferungen begannen 1977 oder 1978, allerdings gab es wegen eines US-Embargos Probleme, die für Libyen gedachten Maschinen mit der vorgesehenen Avionik US-amerikanischer Hersteller auszustatten. Als Ersatz wurde auf französische Instrumente zurückgegriffen, was allerdings zu gewissen Lieferverzögerungen führte.

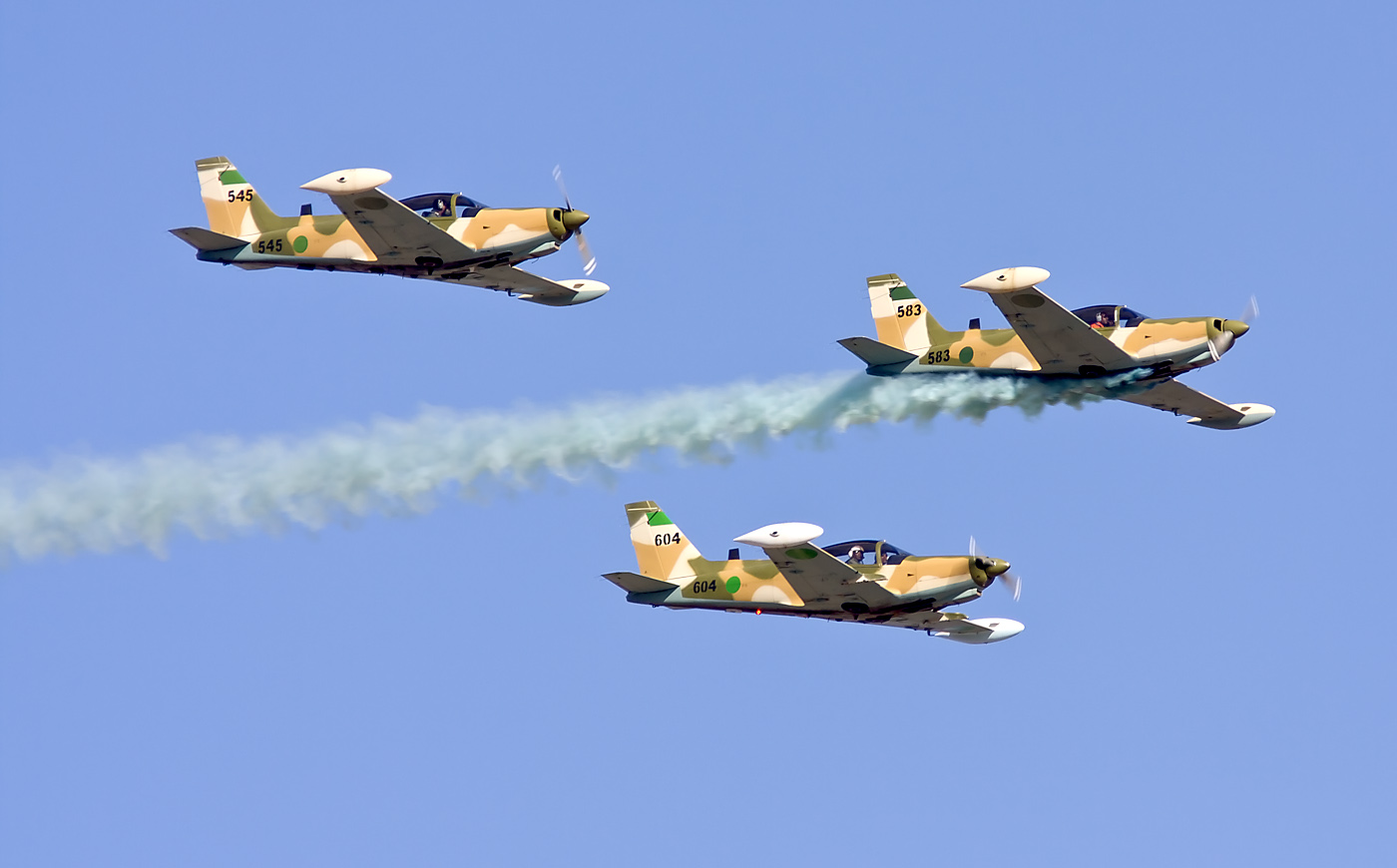
Drei libysche SF.260WL im Formationsflug, 2009

Es war ursprünglich beabsichtigt, die SF.260WL bei der libyschen Air Force Academy nur für das Pilotentraining einzusetzen, allerdings wurden die Maschinen auch zur Erdkampfunterstützung der Bodentruppen bei Grenzkonflikten mit dem Tschad eingesetzt. Die libysche Regierung unterstützte befreundete Staaten mit Waffen, und so wurden einige SF.260WL an die Luftwaffen von Burkina Faso, Burundi, Nicaragua, Uganda und möglicherweise auch andere Staaten abgegeben.
In den Jahren 2007 und 2008 führte Alenia Aermacchi gemeinsam mit der in Tripolis beheimateten Libyan-Italian Advanced Technology bei 12 libyschen SF.260WL eine komplette Grundüberholung durch, die alle Systeme inklusive Zellen, Motoren und Propeller betraf.
Im Bürgerkrieg in Libyen 2011, waren am 7. Mai 2011 mehrere SF.260WL an der erfolgreichen Bombardierung von Treibstoffdepots im von den Rebellen gehaltenen Misrata beteiligt. Der NATO gelang es nicht, die angreifenden Flugzeuge abzufangen, obwohl diese sich in der zwei Monate zuvor eingerichteten Flugverbotszone befanden.
Derzeit (Stand 2013) sind SF.260WL nach wie vor bei der neuen libyschen Luftwaffe aktiv und werden für Patrouillenflüge sowie bei Angriffen gegen Schmuggler im südlichen Grenzgebiet eingesetzt.

#### Philippinen

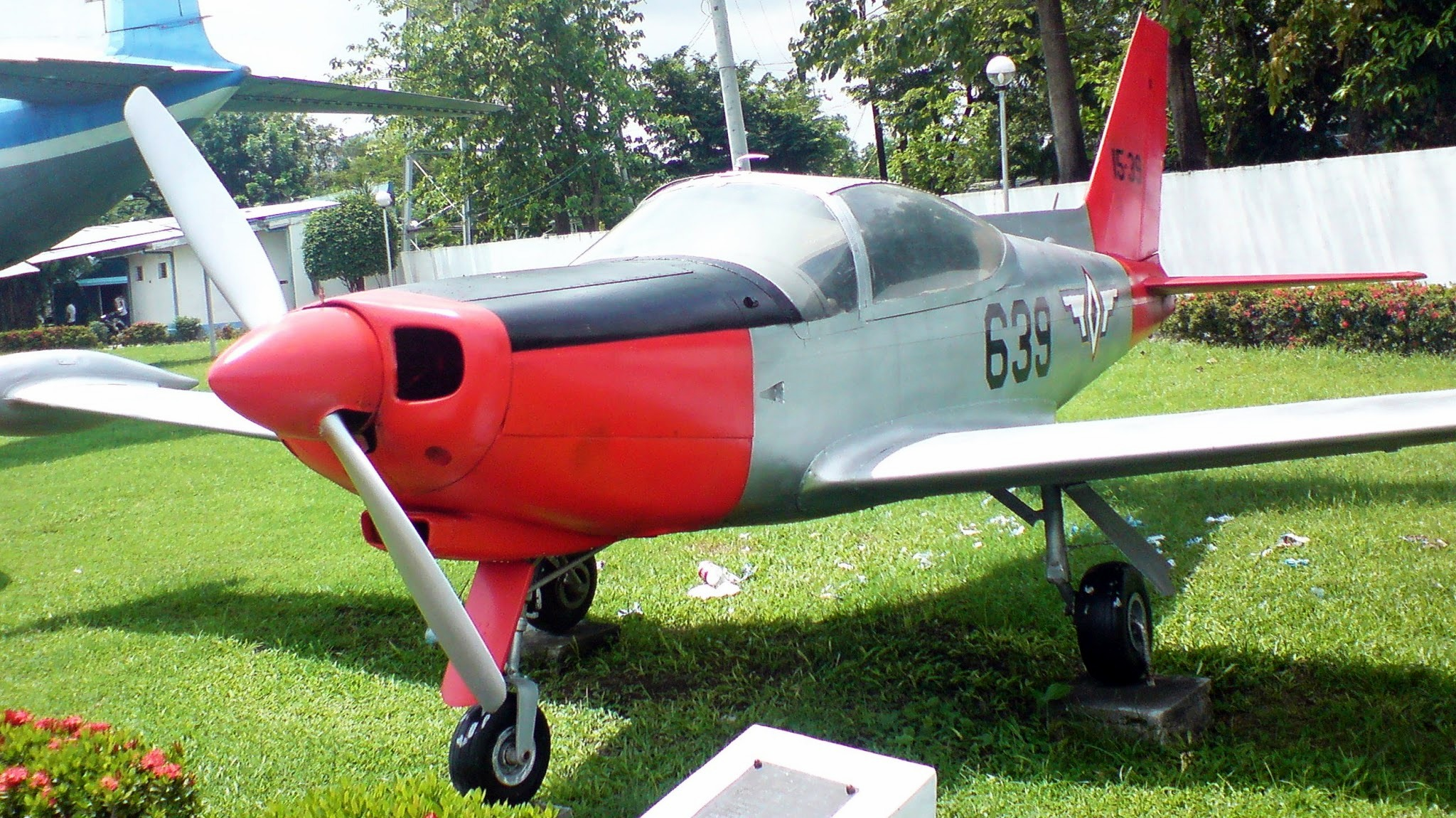
Eine SF.260 der Philippine Air Force im Static Display

In den frühen 1970er-Jahren wurden 48 SF.260s (32 SF.260M; 16 SF.260W) für die Philippine Air Force bestellt. Die ersten sechs kamen im Mai 1973 beim 100th Training Wing an der Fernando Air Base zur Auslieferung und ersetzten die dort stationierten Beech T-34A Mentor.
Das 15th Strike Wing am Luftwaffenstützpunkt Sangley Point erhielt seine SF.260W Warrior als Ergänzung zu den dortigen North American T-28 Trojan. Diese Maschinen kamen möglicherweise bei Kampfeinsätzen gegen Rebellen im Süden der Philippinen zum Einsatz, Informationen darüber gelten aber als nicht gesichert. 1980 wurden die verbliebenen Warriors demilitarisiert und zum reinen Pilotentraining zur Fernando Air Base überführt.
Am 31. Dezember 1991 wurde durch die Philippine Air Force ein Auftrag zur Lieferung von 18 SF.260TP Turboprops unterzeichnet, die ältere SF.260M/W beim Pilotentraining ersetzen sollten. Die erste dieser SF.260TP wurde am 1. Juli 1993 auf den Philippinen registriert.
Unter dem Projektnamen „Project Layang“ plante die Philippine Air Force 18 SF.260M/W auf den SF.260TP-Standard aufzurüsten, indem die installierten Lycoming-Kolbenmotoren durch Turboprops Allison 250-B17D ersetzt werden sollten. Ebenso wurde die Instrumentierung modernisiert. Die erste modernisierte SF.260TP wurde 1996 in Dienst gestellt.
Bis April 2011 wurden weitere 18 neue SF.260F geliefert, deren Endmontage bei Aerotech Industries Philippines durchgeführt wurde.
Sechs Warriors wurden 1986 via Belgien an Burkina Faso verkauft.

#### Tschad
Während des Konfliktes mit Libyen in den 1980er-Jahren informierte der Tschad die vereinten Nationen, dass im Rahmen von Kampfhandlungen acht SF.260WL der Libyschen Luftwaffe zerstört sowie neun weitere erbeutet worden waren. Mindestens sechs der ehemals libyschen SF.260WL kamen anschließend in der Luftwaffe des Tschad zum Einsatz. Möglicherweise wurden einige der Maschinen in andere Länder verkauft, einige tauchten angeblich sogar auf dem US-amerikanischen Zivilmarkt auf. 1988 waren noch vier SF.260WLs einsatzfähig, zwei davon wurden ein Jahr später in Frankreich überholt. 2006, während des Konfliktes zwischen dem Tschad und dem Sudan wegen Darfur, stellte Libyen dem Tschad vier weitere SF.260 samt Crews zur Verfügung. Eine dieser Maschinen wurde beim ersten Einsatz durch Rebellen abgeschossen, wobei die Crew ums Leben kam.

#### Andere Länder
- Äthiopien: Äthiopische Luftwaffe
- Belgien: Belgische Luftkomponente
- Brunei: Royal Brunei Air Wing
- Burkina Faso
- Burundi
- Haiti
- Indonesien: Indonesische Luftwaffe
- Irland: Irish Air Corps
- Italien: Aeronautica Militare
- Komoren
- Libyen
- Marokko
- Mauretanien: Luftwaffe
- Mexiko: Mexikanische Luftwaffe
- Myanmar
- Nicaragua
- Philippinen
- Sambia
- Simbabwe: Air Force of Zimbabwe

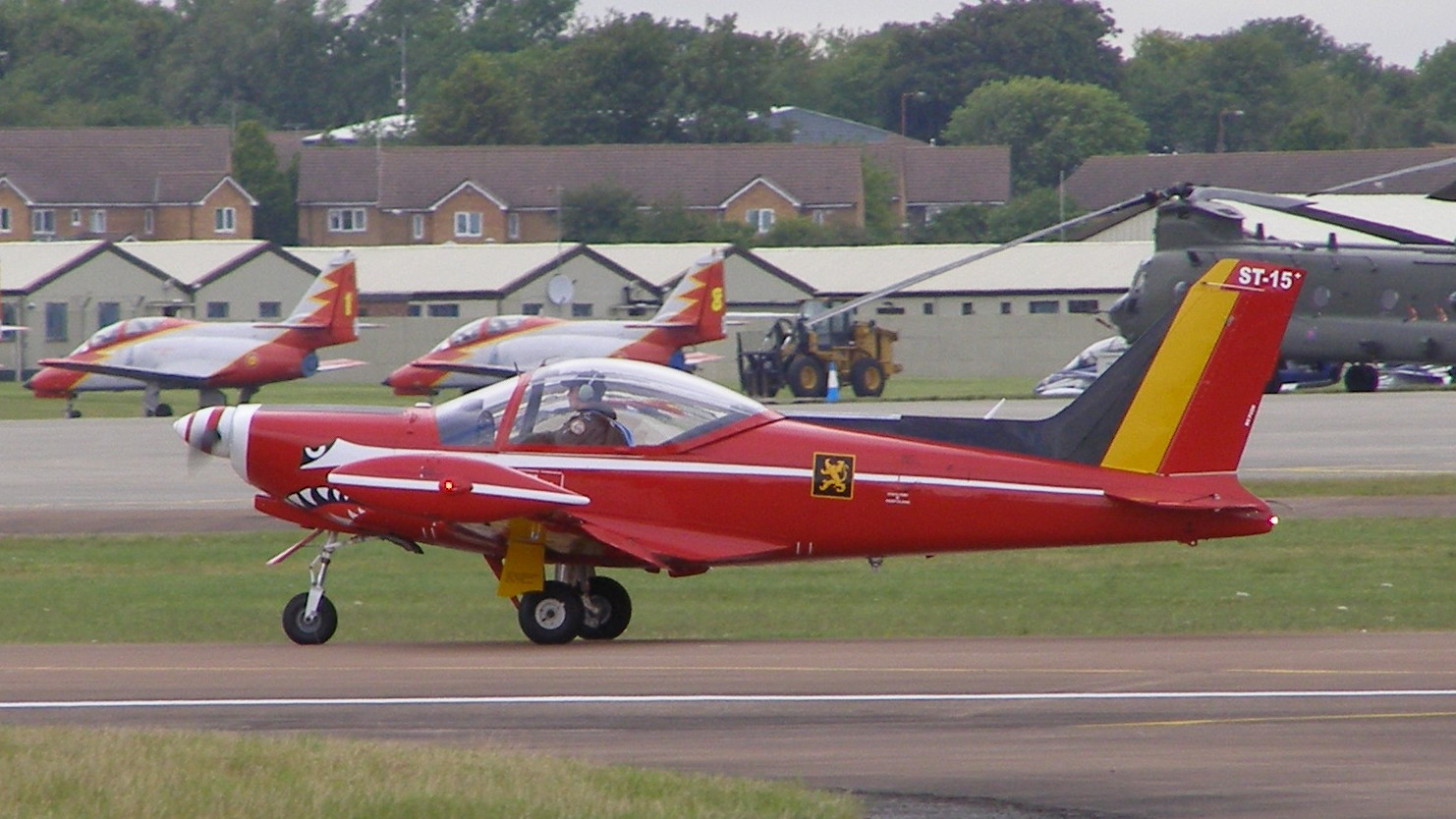
Belgische SF.260

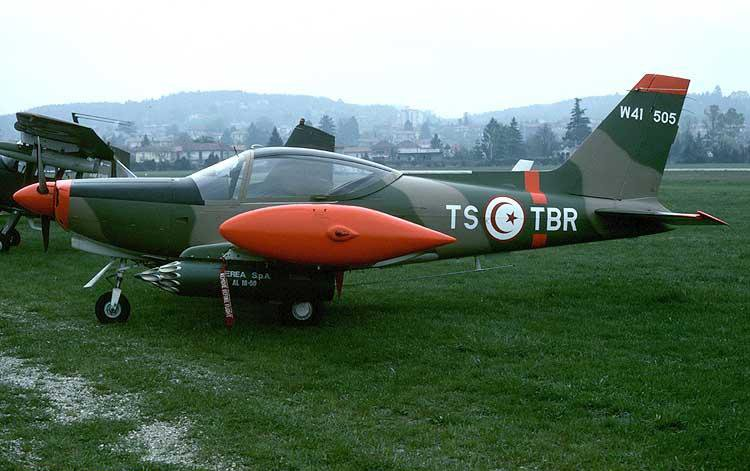
Eine SF-260 der tunesischen Luftwaffe

- Singapur: Republic of Singapore Air Force
- Somalia
- Sri Lanka
- Thailand: Royal Thai Air Force
- Tschad
- Tunesien
- Türkei: Türkische Luftwaffe
- Uganda
- Uruguay: Fuerza Aérea Uruguaya
- Vereinigte Arabische Emirate
- Venezuela
- Zaire

## Technische Daten (SF-260C)
| Kenngröße             | Daten                                    |
| --------------------- | ---------------------------------------- |
| Besatzung             | 1                                        |
| Passagiere            | 2                                        |
| Länge                 | 7,10 m                                   |
| Spannweite            | 8,35 m                                   |
| Höhe                  | 2,41 m                                   |
| Flügelfläche          | 10,1 m²                                  |
| Flügelstreckung       | 6,9                                      |
| Leermasse             | 755 kg                                   |
| Startmasse            | 1200 kg                                  |
| Steigrate             | 546 m/min                                |
| Höchstgeschwindigkeit | 347 km/h                                 |
| Dienstgipfelhöhe      | 5790 m                                   |
| Reichweite            | 2050 km                                  |
| Triebwerke            | 1 × Lycoming O-540-E4A5, 195 kW (260 PS) |

## Bewaffnung
Maximal 300 kg Kampfmittel an zwei Außenlaststationen:
Ungelenkte Bomben
- 2 × SAMP 81 AF (125-kg-Sprengbombe)
- 2 × SAMP BL6/7 (118-kg-Sprengbombe)
- 2 × SAMP BL8/9/18 (120-kg-Splitterbombe)
- 2 × SAMP BL25/26 (125-kg-Splitterbombe)
- 2 × SAMP BL25/26 (125-kg-Splitterbombe)
- 2 × SAMP EU70 (50-kg-Sprengbombe)
- 2 × IT SA ALD-125 (120-kg-Sprengbombe)
- 2 × IT SA BIN-100 (100-kg-Napalmbombe)
- 2 × Expal BR 125 (125-kg-Sprengbombe)
- 2 × Expal BIN-100 (100-kg-Napalmbombe)
- 2 × Avibras AV BI-250 (71-kg-Napalmbombe)

Ungelenkte Luft-Boden-Raketen
- 2 × Abel-Startbehälter für je 7 × M75-Raketen (ungelenkte Rakete im Kaliber 75 mm)
- 2 × LAU-32-Raketen-Rohrstartbehältern für je 7 × Hydra-Raketen (ungelenkte Rakete im Kaliber 70 mm)
- 2 × TBA 68-7-Startbehälter für je 7 × SNEB-Raketen (ungelenkte Rakete im Kaliber 68 mm)
- 2 × SINA HL-14-50-Startbehälter für je 14 × ARF/8M2-Raketen (ungelenkte Rakete im Kaliber 51 mm)
- 2 × Typ 06.070-Startbehälter für je 18 × INTA S-9-Raketen (ungelenkte Rakete im Kaliber 37 mm)
- 2 × TBA RL 181-Startbehälter für je 18 × SNEB-Raketen (ungelenkte Rakete im Kaliber 37 mm)
- 2 × LM-37/7 Skyfire-Startbehälter für je 7 × SBAT-37-Raketen (ungelenkte Rakete im Kaliber 37 mm)

Externe Behälter
- 2 × Aerea SpA TGP-Maschinengewehrbehälter mit je 2 × 7,62-mm-Maschinengewehren mit 1000 Schuss Munition
- 2 × SNIA MTP-Behälter mit je 1 × 12,7-mm-Maschinengewehr mit 250 Schuss sowie je 6 × ungelenkte Luft-Boden-Raketen SNIA PBD 81; Kaliber 81 mm
- 2× F130-Smoke Pods für Flugvorführungen

## Trivia
Im James-Bond-Film Ein Quantum Trost hat eine SF-260TP einen Auftritt bei einem Luftkampf mit einer von James Bond geflogenen Douglas DC-3.